# جيوفري ويليام
جيوفري ويليام (بالإنجليزية: Geoffrey Hale)‏ هو مجدف أسترالي، ولد في 25 مارس 1938 في أستراليا الغربية في أستراليا.

## وصلات خارجية
- جيوفري ويليام على موقع الاتحاد الدولي للتجديف (الإنجليزية)
- جيوفري ويليام على موقع أوليمبيديا (الإنجليزية)